# All-ULEB Eurocup Team
L'All-ULEB Eurocup Team è il riconoscimento che ogni anno la Eurocup conferisce ai 10 migliori giocatori che si sono distinti nel corso della regular season.

## Vincitori
| giocatore (in grassetto) | indica il giocatore che nello stesso anno ha vinto l'Eurocup MVP |

| Stagione  |                     |                        |                        |                           |
| Stagione  | 1º quintetto        | 1º quintetto           | 2º quintetto           | 2º quintetto              |
| Stagione  | Giocatore           | Squadra                | Giocatore              | Squadra                   |
| --------- | ------------------- | ---------------------- | ---------------------- | ------------------------- |
| 2008-2009 | Todor Gečevski      | Zadar                  | Sandro Nicević         | Pallacanestro Treviso     |
| 2008-2009 | Boštjan Nachbar     | Dinamo Mosca           | Matt Nielsen           | Valencia                  |
| 2008-2009 | Marko Banić         | Bilbao Berri           | Travis Hansen          | Dinamo Mosca              |
| 2008-2009 | Kelly McCarty       | Chimki                 | Gary Neal              | Pallacanestro Treviso     |
| 2008-2009 | Chuck Eidson        | Lietuvos Rytas         | Khalid El-Amin         | Türk Telekom              |
| 2009-2010 | Matt Nielsen (2)    | Valencia               | Blagota Sekulić        | ALBA Berlino              |
| 2009-2010 | Marko Banić (2)     | Bilbao Berri           | James Augustine        | Gran Canaria              |
| 2009-2010 | Devin Smith         | Panellīnios            | Dijon Thompson         | Hapoel Gerusalemme        |
| 2009-2010 | Immanuel McElroy    | ALBA Berlino           | Kōstas Charalampidīs   | Panellīnios               |
| 2009-2010 | Nando de Colo       | Valencia               | Arthur Lee             | ČEZ Nymburk               |
| 2010-2011 | Dontaye Draper      | Cedevita               | Bracey Wright          | Cedevita                  |
| 2010-2011 | Terrell Lyday       | UNICS Kazan'           | Dwayne Anderson        | Gottinga                  |
| 2010-2011 | Devin Smith (2)     | Treviso                | Kelly McCarty          | UNICS Kazan'              |
| 2010-2011 | Tariq Kirksay       | Siviglia               | Nik Caner-Medley       | Estudiantes               |
| 2010-2011 | Maciej Lampe        | UNICS Kazan'           | Paul Davis             | Siviglia                  |
| 2011-2012 | Patrick Beverley    | Spartak S. Pietroburgo | Yotam Halperin         | Spartak S. Pietroburgo    |
| 2011-2012 | Zoran Planinić      | Chimki                 | Ramel Curry            | Donec'k                   |
| 2011-2012 | Renaldas Seibutis   | Lietuvos Rytas         | Pavel Pumprla          | ČEZ Nymburk               |
| 2011-2012 | Nik Caner-Medley    | Valencia               | Jeremiah Massey        | Lokomotiv Kuban           |
| 2011-2012 | Jonas Valančiūnas   | Lietuvos Rytas         | Bojan Dubljević        | Budućnost                 |
| 2012-2013 | Nick Calathes       | Lokomotiv Kuban        | Walter Hodge           | Zielona Góra              |
| 2012-2013 | Malcolm Delaney     | Budivelnyk Kiev        | Chuck Eidson           | UNICS Kazan'              |
| 2012-2013 | Justin Doellman     | Valencia               | Derrick Brown          | Lokomotiv Kuban           |
| 2012-2013 | Kōstas Vasileiadīs  | Bilbao Berri           | Lamont Hamilton        | Bilbao Berri              |
| 2012-2013 | John Bryant         | Ratiopharm Ulm         | Loukas Maurokefalidīs  | Spartak S. Pietroburgo    |
| 2013-2014 | DeMarcus Nelson     | Stella Rossa           | Yotam Halperin (2)     | Hapoel Gerusalemme        |
| 2013-2014 | Andrew Goudelock    | UNICS Kazan'           | Reggie Redding         | Alba Berlino              |
| 2013-2014 | Dijon Thompson      | Nižnij Novgorod        | Caleb Green            | Dinamo Sassari            |
| 2013-2014 | Justin Doellman (2) | Valencia               | Darjuš Lavrinovič      | Budivelnyk Kiev           |
| 2013-2014 | Vladimir Golubović  | Kolejliler             | Bojan Dubljević (2)    | Valencia                  |
| 2014-2015 | Tyrese Rice         | Chimki                 | Bobby Dixon            | Pınar Karşıyaka           |
| 2014-2015 | Petteri Koponen     | Chimki                 | Keith Langford         | UNICS Kazan'              |
| 2014-2015 | Sammy Mejía         | Bandirma Banvit        | Kyle Kuric             | Gran Canaria              |
| 2014-2015 | Derrick Brown (2)   | Lokomotiv Kuban        | Anthony Randolph       | Lokomotiv Kuban           |
| 2014-2015 | Walter Tavares      | Gran Canaria           | Sharrod Ford           | Paris-Levallois           |
| 2015-2016 | Errick McCollum     | Galatasaray            | Kevin Pangos           | Gran Canaria              |
| 2015-2016 | Mardy Collins       | Strasburgo             | Victor Rudd            | Nižnij Novgorod           |
| 2015-2016 | Vladimir Micov      | Galatasaray            | Mateusz Ponitka        | Zielona Góra              |
| 2015-2016 | Davide Pascolo      | Aquila Trento          | Julian Wright          | Aquila Trento             |
| 2015-2016 | Alen Omić           | Gran Canaria           | Stéphane Lasme         | Galatasaray               |
| 2016-2017 | Curtis Jerrells     | Hapoel Gerusalemme     | Kyle Fogg              | Málaga                    |
| 2016-2017 | Aleksej Šved        | Chimki                 | Kyle Kuric (2)         | Gran Canaria              |
| 2016-2017 | Mardy Collins (2)   | Lokomotiv Kuban        | Fernando San Emeterio  | Valencia                  |
| 2016-2017 | Bojan Dubljević (3) | Valencia               | Maximilian Kleber      | Bayern Monaco             |
| 2016-2017 | Dejan Musli         | Málaga                 | Amar'e Stoudemire      | Hapoel Gerusalemme        |
| 2017-2018 | Scottie Wilbekin    | Darüşşafaka            | Nikola Ivanović        | Budućnost                 |
| 2017-2018 | Quino Colom         | UNICS Kazan            | Kyle Kuric (3)         | Zenit San Pietroburgo     |
| 2017-2018 | Amedeo Della Valle  | Reggiana               | Dmitrij Kulagin        | Lokomotiv Kuban'          |
| 2017-2018 | Ryan Broekhoff      | Lokomotiv Kuban'       | JaJuan Johnson         | Darüşşafaka               |
| 2017-2018 | Devin Booker        | Bayern Monaco          | Ondřej Balvín          | Gran Canaria              |
| 2018-2019 | Andrew Albicy       | MoraBanc Andorra       | Pierriá Henry          | UNICS Kazan'              |
| 2018-2019 | Errick McCollum (2) | UNICS Kazan            | Sam Van Rossom         | Valencia                  |
| 2018-2019 | Rokas Giedraitis    | Alba Berlino           | Dylan Ennis            | MoraBanc Andorra          |
| 2018-2019 | Luke Sikma          | Alba Berlino           | Mathias Lessort        | Málaga                    |
| 2018-2019 | Bojan Dubljević (4) | Valencia               | Miro Bilan             | ASVEL                     |
| 2020-2021 | Miloš Teodosić      | Virtus Bologna         | Mantas Kalnietis       | Lokomotiv Kuban'          |
| 2020-2021 | Jamar Smith         | UNICS Kazan'           | Jaka Blažič            | Cedevita Olimpija Lubiana |
| 2020-2021 | Isaïa Cordinier     | Nanterre 92            | Anthony Brown          | Metropolitans 92          |
| 2020-2021 | Willie Reed         | Budućnost              | Vince Hunter           | Virtus Bologna            |
| 2020-2021 | Mathias Lessort (2) | Monaco                 | John Brown             | UNICS Kazan'              |
| 2021-2022 | Miloš Teodosić (2)  | Virtus Bologna         | Semaj Christon         | Basketball Ulm            |
| 2021-2022 | Derek Needham       | Bursaspor Basketbol    | Jaka Blažič (2)        | Cedevita Olimpija Lubiana |
| 2021-2022 | Will Cummings       | Metropolitans 92       | Kevin Punter           | Partizan NIS Belgrado     |
| 2021-2022 | Jaron Blossomgame   | Basketball Ulm         | Caleb Homesley         | Hamburg Towers            |
| 2021-2022 | Mouhammadou Jaiteh  | Virtus Bologna         | Bojan Dubljević (5)    | Valencia                  |
| 2022-2023 | Jerian Grant        | Türk Telekom           | J'Covan Brown          | Hapoel Tel Aviv           |
| 2022-2023 | D.J. Stephens       | Prometej               | Onuralp Bitim          | Bursaspor                 |
| 2022-2023 | Axel Bouteille      | Türk Telekom           | Sam Dekker             | London Lions              |
| 2022-2023 | John Shurna         | Gran Canaria           | Bruno Caboclo          | Ratiopharm Ulm            |
| 2022-2023 | Ante Tomić          | Joventut Badalona      | Tyrique Jones          | Türk Telekom              |
| 2023-2024 | T.J. Shorts         | Paris                  | Nadir Hifi             | Paris                     |
| 2023-2024 | Matt Morgan         | London Lions           | Andrés Feliz           | Joventut Badalona         |
| 2023-2024 | Isiaha Mike         | J.L. Bourg-en-Bresse   | Deividas Sirvydis      | Lietkabelis               |
| 2023-2024 | Gabriel Olaseni     | London Lions           | Patrick Richard        | Cluj-Napoca               |
| 2023-2024 | Trevion Williams    | Ratiopharm Ulm         | Emanuel Cățe           | Cluj-Napoca               |
| 2024-2025 | Jared Harper        | Hapoel Gerusalemme     | Zavier Simpson         | Cluj-Napoca               |
| 2024-2025 | Jean Montero        | Valencia               | Anthony Brown (2)      | Türk Telekom              |
| 2024-2025 | Jaleen Smith        | J.L. Bourg-en-Bresse   | Xabier López-Arostegui | Valencia                  |
| 2024-2025 | Johnathan Motley    | Hapoel Tel Aviv        | Semi Ojeleye           | Valencia                  |
| 2024-2025 | Mfiondu Kabengele   | Reyer Venezia          | Devin Robinson         | Cedevita Olimpija         |